# Krepšinio klubas Šiauliai
Il K.K. Šiauliai è una società cestistica avente sede nella città di Šiauliai, in Lituania. Fondata nel 1994, gioca nel campionato lituano.
Disputa le partite interne nella Šiaulių Arena, che ha una capacità di 5.500 spettatori.

## Palmarès
- Lega Baltica: 3

2013-14, 2014-15, 2015-16